# 프란츨 랑
프란츨 랑(독일어: Franzl Lang, 1930년 12월 28일 ~ 2015년 12월 6일)은 요들의 왕(독일어: Jodlerkönig)으로 알려진 독일 바이에른주 출신의 알파인 요들러였다. 랑은 또한 기타와 아코디언을 노래하고 연주했으며 요들에 관한 몇 권의 책의 저자였다. 랑의 장르는 독일 민요이다. 그는 전형적으로 알프스 지방의 바이에른 방언으로 노래했다.

## 개인의 삶과 죽음
그는 1954년부터 아내 조안나와 결혼했고, 그 후 1남(프란츠 허버트 랭) 1녀(크리스틀 랭)를 두었다. 2015년 12월 6일 뮌헨의 한 요양원에서 향년 84세에 다발성 장기 부전으로 사망했다.